# Godlewo-Gorzejewo
Godlewo-Gorzejewo is een plaats in het Poolse district  Ostrowski (Mazovië), woiwodschap Mazovië. De plaats maakt deel uit van de gemeente Andrzejewo en telt 60 inwoners.